# 21634 Huangweikang
21634 Huangweikang è un asteroide della fascia principale. Scoperto nel 1999, presenta un'orbita caratterizzata da un semiasse maggiore pari a 2,3018435 UA e da un'eccentricità di 0,1892152, inclinata di 6,76316° rispetto all'eclittica.